# Jakub (Akkersdijk)
Jakub, imię świeckie Jacobus Hubertus Antonius Akkersdijk (ur. 31 lipca?/13 sierpnia 1914, zm. 26 lipca 1991) – biskup Rosyjskiego Kościoła Prawosławnego poza granicami Rosji, a następnie Rosyjskiego Kościoła Prawosławnego.

## Życiorys
Z pochodzenia był Holendrem, wychował się w rodzinie wyznania rzymskokatolickiego. W 1940 dokonał konwersji na prawosławie. W 1948 wstąpił do jednego z monasterów Rosyjskiego Kościoła Prawosławnego poza granicami Rosji. W 1954 został wyświęcony na hieromnicha, zaś w 1958 otrzymał godność igumena. W 1965 podniesiony do godności archimandryty, a następnie wyświęcony na biskupa haskiego, wikariusza eparchii genewskiej i zachodnioeuropejskiej. Stał na czele prowadzonej w Holandii misji, tworzącej wspólnoty parafialne posługujące się kalendarzem nowojuliańskim.
14 maja 1971 uchwałą Synodu Rosyjskiego Kościoła Prawosławnego poza granicami Rosji jego tytuł został zmieniony na „Haski i Holenderski”.
18 sierpnia 1972 przeszedł w jurysdykcję Rosyjskiego Kościoła Prawosławnego i został pierwszym ordynariuszem nowo powstałej eparchii haskiej i niderlandzkiej. 12 czerwca 1979 otrzymał godność arcybiskupią. 30 grudnia 1988 przeszedł w stan spoczynku.
Zmarł 26 lipca 1991 i został pochowany na terenie monasteru św. Jana Chrzciciela w Hadze.